# Храм иконы Божией Матери «Отрада и Утешение» на Ходынском поле
Храм иконы Божией Матери «Отрада и Утешение» на Ходынском поле — православный храм в Беговом районе Москвы. Относится к Всехсвятскому благочинию Московской епархии Русской православной церкви.

## История
В начале XX века для 1-й гренадёрской артиллерийской графа Брюса бригады и 1-го Донского казачьего генералиссимуса князя Суворова полка у Ходынского поля были построены Николаевские казармы. По проекту при казармах церковь не предусматривалась, и её строительство шло на деньги действительного статского советника И. А. Колесникова. Автором проекта стал архитектор Владимир Адамович. Церковь была заложена 29 апреля 1907 года. Освятил храм 5 апреля 1909 года митрополит Крутицкий и Коломенский Владимир в присутствии великой княгини Елизаветы Фёдоровны.
Храм закрыт и осквернён в 1922 году, в здании было устроено общежитие, а затем размещён строительный цех завода «Знамя труда». Со здания снесены главы, разрушена звонница, частично разобрана ограда.
Здание храма стояло в планах на снос в связи с реконструкцией Боткинской больницы. Однако, благодаря стараниям главного врача больницы И. П. Кузина в феврале 1990 года здание храма было передано Русской православной церкви. Освобождение здания от производственного оборудования состоялось только 5 января 1991 года, в том же году храм был освящён, а восстановление продлилось до 1996 года. Наиболее весомый вклад в восстановление храма сделал его настоятель игумен Иринарх (Грезин), который в 2002 году стал епископом Пермским и Соликамским, ныне епископ Красногорский, викарий Московской епархии.

## Духовенство
- Почётный настоятель храма — митрополит Ставропольский и Невинномысский Кирилл (Покровский).
- Настоятель храма протоиерей Иоанн Кудрявцев
- Протоиерей Димитрий Шумов
- Протоиерей Сергий Рождественский
- Протоиерей Владимир Купарев
- Иерей Тимофей Чайкин
- Иерей Александр Туманов
- Диакон Михаил Ремезов
- Диакон Александр Гарбуз[1].